# Zale yavapai
Zale yavapai là một loài bướm đêm trong họ Erebidae.